# 段光清
段光清（1798年—1878年）字明俊，号镜湖，安徽省宿松县仙田庄段家老屋人。清朝官员。

## 生平
道光十五年（1835年）在乡试中中举，后历任建德、慈溪、江山知县、宁波府知府、补西防同知。咸丰四年（1854年），任杭嘉湖兵备道，同年又调补宁绍台兵备道。咸丰八年（1858年）任浙江按察使，又晋封吏部左侍郎、光禄大夫。深受百姓拥戴，有“青天”之称。光绪四年（1878年）农历七月初二逝世，李鸿章为他撰写了墓志铭。著有《镜湖自撰年谱》。

## 外部連結
- 潜规则与正式规则切换的秘密——说官话的利害计算 （页面存档备份，存于）
- 鏡湖自撰年譜-中國哲學書電子化計劃 維基 （页面存档备份，存于） *[https://twitter.com/tankman2002/status/1653787918509694978 （页面存档备份，存于）

{{Waybacklurl=https://twitter.com/tankman2002/status/1653787918509694978}}